# رضا تهرانچی
رضا تهرانچی (۱۳ خرداد ۱۳۰۲ – ۶ فروردین ۱۴۰۱) کارآفرین و کارخانه‌دار ایرانی در حوزه صنایع غذایی بود. او به همراه برادرانش بنیان‌گذار کارخانه ویتانا و خالق بیسکویت مادر بود. ویتانا نخستین شرکت فعال در زمینه تولید بیسکویت و نان صنعتی ایران است. تهرانچی را از کارآفرینان خلاق کشور و یکی از برندگان نشان امین‌الضرب بود. ویتانا در جریان انقلاب مصادره شد.

## زندگی
تهرانچی به سالِ ۱۳۰۲ در کاشان زاده شد. او تحصیلات ابتدایی را در مشهد گذراند و برای سپری کردن مقطع متوسطه، راهی دارالفنون شد. رضا تهرانچی در سال ۱۳۲۰ پس از گرفتن دیپلم دبیرستان در رشته دندان‌پزشکی دانشگاه تهران پذیرفته شد. او در سال ۱۳۲۷ پس از دریافت دکترای دندانپزشکی، مطب خود را در چهارراه مختاری برپا کرد. تهرانچی به واسطه تأثیری که از گیلورد هاوزر آمریکایی، نویسنده کتاب روش‌های گوناگون تغذیه و طول عمر گرفته بود به حوزه تغذیه علاقه‌مند شد و قابلیت‌های خود را در این زمینه محک زد و تولید نوعی بیسکوئیت را بر پایه فرمول گیلورد هاوزر آغاز کرد. نقطه آغاز کار او، تولید بیسکوئیت‌هایی از ملاس و جوانه گندم بود که در قنادی‌های مختلف امیریه و بهارستان به فروش می‌رسیدند. تهرانچی با وامی به مبلغ ۳۰ هزار تومان زمینی در جاده کرج خرید تا در سال ۱۳۳۲ کارخانه‌ای برای تولید انواع بیسکوئیت بنا کند. در آن هنگام برادران تهرانچی، دستگاه‌های بیسکویت‌سازی را از آلمان و بریتانیا وارد می‌کردند. ایده آنها تولید بیسکویتی بود که به راحتی با دندان شکسته شده و با آب دهان نرم شود.
بدین ترتیب محصولاتی چون بیسکوئیت مادر، بیسکوئیت پتی‌بور و نان سوخاری ویتانا به عنوان تولیداتی مکانیزه، راهی بازار شدند.
ویتانا نخستین کارخانه ایرانی بود که روی محصولاتش تاریخ مصرف و نشان استاندارد درج می‌کرد. و تهرانچی بود که موسسه استاندارد را قانع کرد تا درج تاریخ مصرف روی بسته‌های بیسکوئیت در شمار ضوابط استاندارد محصولات غذایی قرار گیرد.
این کارخانه پس از انقلاب ۱۳۵۷ مصادره شد و در اختیار شرکت سهامی البرز از زیرمجموعه‌های بنیاد پانزده خرداد قرار گرفت. این کارخانه در سال ۱۳۸۷ به بخش خصوصی واگذار شد.
رضا تهرانچی در پنجمین دوره جشنواره کارآفرینی امین‌الضرب اتاق بازرگانی تهران که در اسفند ۱۳۹۹ برگزار شد، لوح و نشان امین‌الضرب را به پاسداشت یک عمر فعالیت کسب کرد.

## درگذشت
رضا تهرانچی در روز ۶ فروردین ۱۴۰۱ در ۹۸ سالگی درگذشت.